# Blomskär

Blomskär är en liten obebodd holme i Vaxholms kommun cirka 800 meter norr om Storholmen i Stora Värtan, Stockholms län. Ön är knappt 200 meter lång. Den är mest känd för att vara den plats där några skridskoåkare bestämde sig för att bilda föreningen Stockholms Skridskoseglarklubb (SSSK) år 1901. En minnesplakett sattes upp på Blomskär vid SSSK:s hundraårsjubileum 2001, och många av dagens långfärdsskridskoåkare brukar passera förbi denna plakett då de åker på Stora Värtan.